# Emilio José
José Emilio López Delgado (Fernán Núñez, 16 de junio de 1950), conocido artísticamente como Emilio José, es un cantautor y músico español,de baladas románticas y pop en español. 

## Trayectoria artística[2]
Sus padres, maestros de escuela, se trasladaron a Barcelona en 1962, con sus siete hijos. Emilio José empezó a estudiar magisterio, pero no acabó la carrera. Y no porque triunfara pronto en la música, sino porque no le gustaban los estudios y ejerció diversos trabajos administrativos. A la vez empezó a escribir canciones imbuidas de esencia rural, a la moda de la vuelta a las raíces que se estaba produciendo en la canción de autor española a finales de los años 1960 y comienzos de los 1970. Sus canciones tienen el mismo sabor popular que las de Víctor Manuel o Andrés Do Barro. Firmó contrato con la barcelonesa Belter y editó su primer álbum, Campo herido, con temas de corte campesino como "Puerto pescador" y "¿Con qué te lavas la cara?". Aunque habitualmente escribe la letra y la música de sus canciones, en "Barrio de los marineros" musicalizó un poema del escritor gaditano José María Pemán. En otros discos pondría música a León Felipe ("Ser en la vida romero"), los hermanos Machado ("Soñé que tú me llevabas") o a los grandes poetas andaluces en el álbum Poetas andaluces (1992).
En 1972 comenzó la gira de festivales de la canción. Ese año ganó el premio de la Crítica en el III Festival de Almería y logró el primer premio del VI Festival de Villancicos Nuevos. En 1973 triunfó en el Festival de la Canción Testimonio y obtuvo su mayor éxito al ganar en el Festival de Benidorm con su composición "Soledad", tema con el que consiguió gran popularidad. Esta canción la han grabado numerosos intérpretes y grandes orquestas europeas, aunque su mayor éxito internacional llegó cuando lo grabó la cantante griega Nana Mouskouri, que vendió más de dos millones de copias en toda Europa. A su abundante discografía española se deben añadir las ediciones publicadas en Hispanoamérica, muchas de ellas inéditas en España.

## Discografía[7]
- Campo herido (1972)
- Soledad (1973)
- Por un adiós (1974)
- Para ti, que has volado tan alto (1975)
- Alma de Romero (1976)
- Marinero Cantor (1977)
- Porque sé que está en ti, lo que yo busco (1978)
- Porque poeta yo soy (1979)
- Amigos (1980)
- Un paso adelante (1983)
- Y mientras tanto... amándote (1984)
- Victoria (1985)
- Meridiano (1988)
- Poetas andaluces (1992)
- 20 años... y un bolero (1994)
- Junto a ti (1998)
- Mi querida América (2000)